# Мэк, Тимоти
Тимоти Мэк — американский легкоатлет, который специализировался в прыжках с шестом. Победитель олимпийских игр 2004 года с олимпийским рекордом — 5,95 м. В 2004 году стал победителем Всемирного легкоатлетического финала с личным рекордом 6,01 м, тем самым он стал 11-м человеком в истории кому удалось взять 6-метровый рубеж. Чемпион США 2004 года на открытом воздухе.
Занял 9-е место на чемпионате мира 2001 года — 5,75 м. На чемпионате мира 2003 года занял 6-е место — 5,70 м.

## Достижения
Золотая лига
- 2002:  Bislett Games - 5,70
- 2002:  Weltklasse Zürich - 5,70
- 2004:  Weltklasse Zürich - 5,85
- 2004:  ISTAF – 5,80